# Henri Fescourt
Henri Fescourt, all'anagrafe Marcellin Henri Fescourt , (Béziers, 23 novembre 1880 – Neuilly-sur-Seine, 9 agosto 1966), è stato un regista francese.
Lavorò anche come sceneggiatore e produsse un suo film.

## Biografia
Laureato in diritto ma deciso di dedicarsi alla musica, trovò lavoro come segretario di un teatro e poi come redattore di un giornale. Scrisse alcune sceneggiature per il cinema che vennero usate da Louis Feuillade, all'epoca direttore artistico della Gaumont. Fescourt esordì come regista nel febbraio 1912. Nel 1920, partecipò alla fondazione del Club des amis du septième art, il club degli amici della settima arte.
Realizzò, tra il 1912 e il 1942, numerosi tra corto e lungometraggi, tra i quali si ricordano nel 1930 La Maison de la flèche con Annabella e, nel 1938, Il bar del sud con Charles Vanel. 
Dal 1942 al 1944, insegnò all'IDHEC e, dal 1943 al 1946, all'École Technique de Photographie et de Cinéma de la rue de Vaugirard, dove aveva insegnato in precedenza Germaine Dulac. Dal 1945, fu il rappresentante del sindacato dei tecnici  C.G.T. alla commissione di controllo dei film, carica da cui diede le dimissioni nel 1953.

## Filmografia

### Regista (parziale)
- L'Amazone masquée (1912)

- La Maison de la flèche (1930)

- Il bar del sud (Bar du sud) (1938)

- Retour de flamme (1943)

### Regista e sceneggiatore
- La Nuit du 13 (1921)
- La casa del Maltese (La maison du Maltais) (1928)
- Il conte di Montecristo (1929)

### Regista, sceneggiatore e produttore
- I miserabili (Les Misérables) (1925)